# Turistické značené trasy Ralska

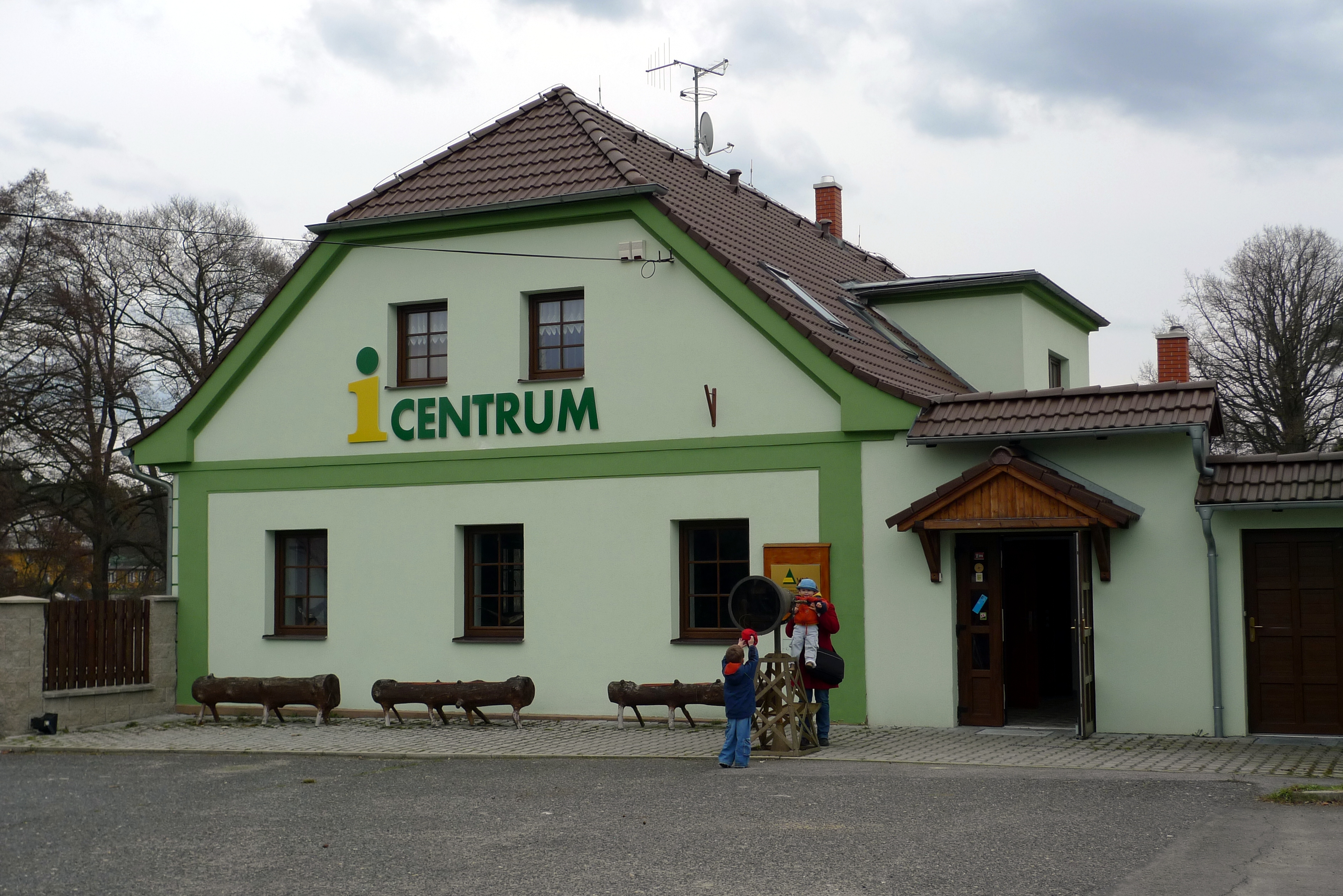
Infocentrum v obci Hradčany

Turistické značené trasy Ralska byly vytvořeny po opuštění Ralska sovětskými vojsky v roce 1991. Kolem obce Hradčany byly vytyčeny jak okružní trasy, naučné stezky i pěší a cyklotrasy spojující oblast s okolím Máchova jezera či Mimoně.

## Turistika Ralska
Území někdejšího vojenského prostoru Ralska je nyní ve správě státního podniku Vojenské lesy. Ten ve spolupráci s Klubem českých turistů, zdejšími obcemi a hlavním sponzorem turistického značení státním podnikem Lesy ČR po roce 1991 inicioval vytvoření sítě turistických tras vč. cyklostezek a naučných stezek. Většina jich začíná před turistickým informačním centrem Vojenských lesů ve středu obce Hradčany, která je začleněna do nově vytvořeného města Ralsko. Předtím zde značené turistické trasy kvůli vojsku nebyly. 

## Zelená trasa Hradčany – Provodín

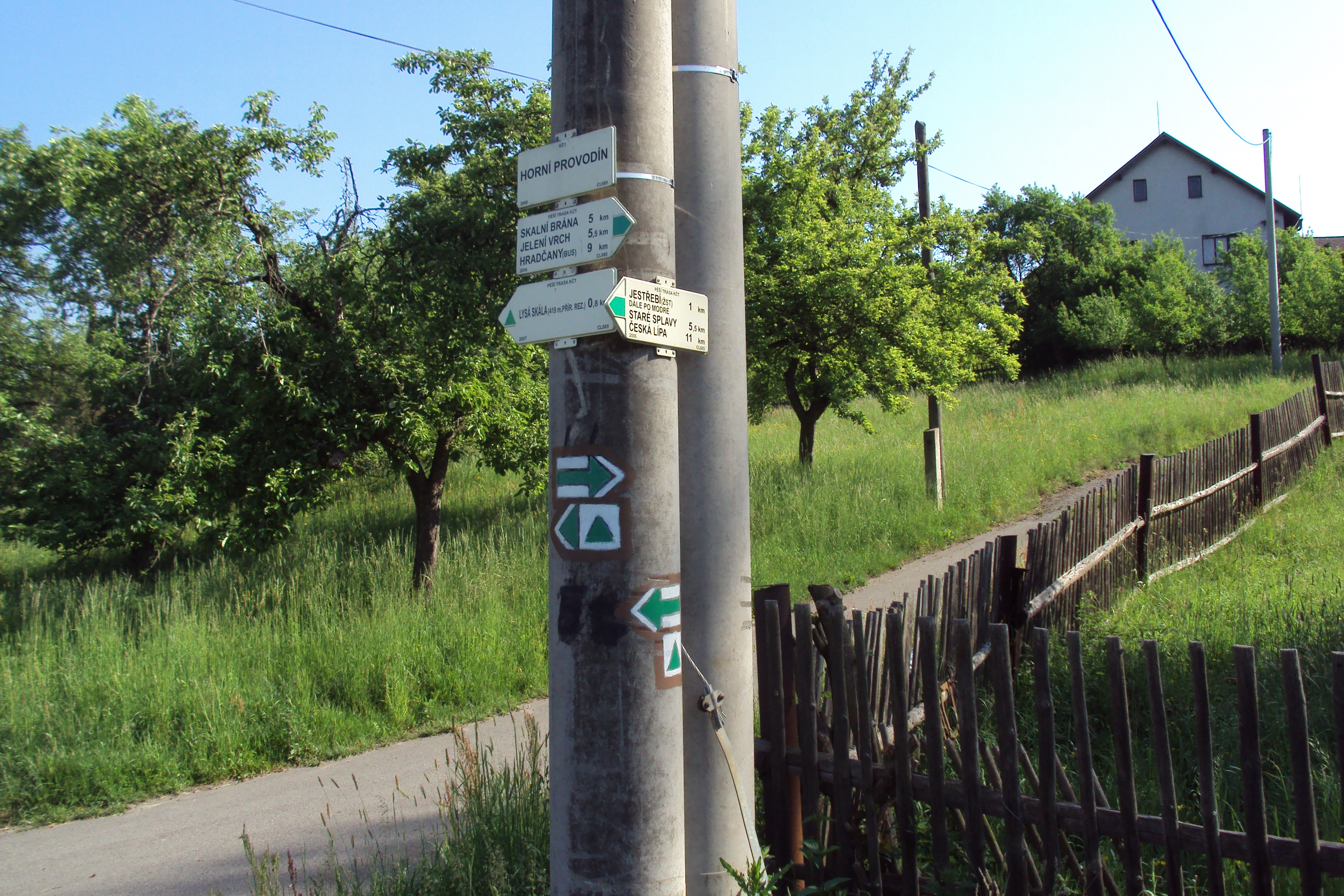
Rozcestník v Horním Provodíně

Jedna z nověji vytvořených tras na území vojenského prostoru Ralsko je značená zeleně.
Začíná v obci Hradčany před Hradčanským rybníkem a vede západním směrem první 2 km společně s několika hradčanskými turistickými okruhy, naučnou stezkou Jeřáb i modrou trasou z Hradčan do Starých Splavů. V Kraví rokli se zelená trasa osamostatňuje severozápadním směrem k skalní lokalitě mnoha pískovcových věží a kopců (např. Jelení vrch), od nichž vede dál na západ k soustavě Provodínských kamenů. V Horním Provodíně je z této trasy na rozcestníku CL085 vytvořená odbočka na nejvyšší z nich Spící pannu, která je zároveň přírodní rezervací a místem širokého rozhledu. Trasa poté sestupuje do spodního Provodína, kde končí na rozcestníku s modrou trasou před železniční stanicí Jestřebí. 

### Souřadnice zelené trasy
- Začátek trasy v Hradčanech: 50°37′4″ s. š., 14°42′23″ v. d.
- Konec trasy v Provodíně: 50°36′51″ s. š., 14°35′48″ v. d.

## Modrá trasa z Hradčan do Starých Splavů
Začíná v obci Hradčany před Hradčanským rybníkem a vede západním směrem první 2 km společně s několika hradčanskými turistickými okruhy, naučnou stezkou Jeřáb i zelenou trasou z Hradčan do Provodína. V Kraví rokli se odpojuje trasa zelená a modrá se stáčí na jih přes Měděný důl. Na jeho konci se v Dlouhé rokli odpojuje zelený okruh a nedaleko na Popelovém hřebeni i okruh značený červeně. Modrá trasa prochází Hradčanskou pahorkatinou - zalesněným územím plným pískovcových skal, pokračuje na západ a sestupuje k Máchovu jezeru.

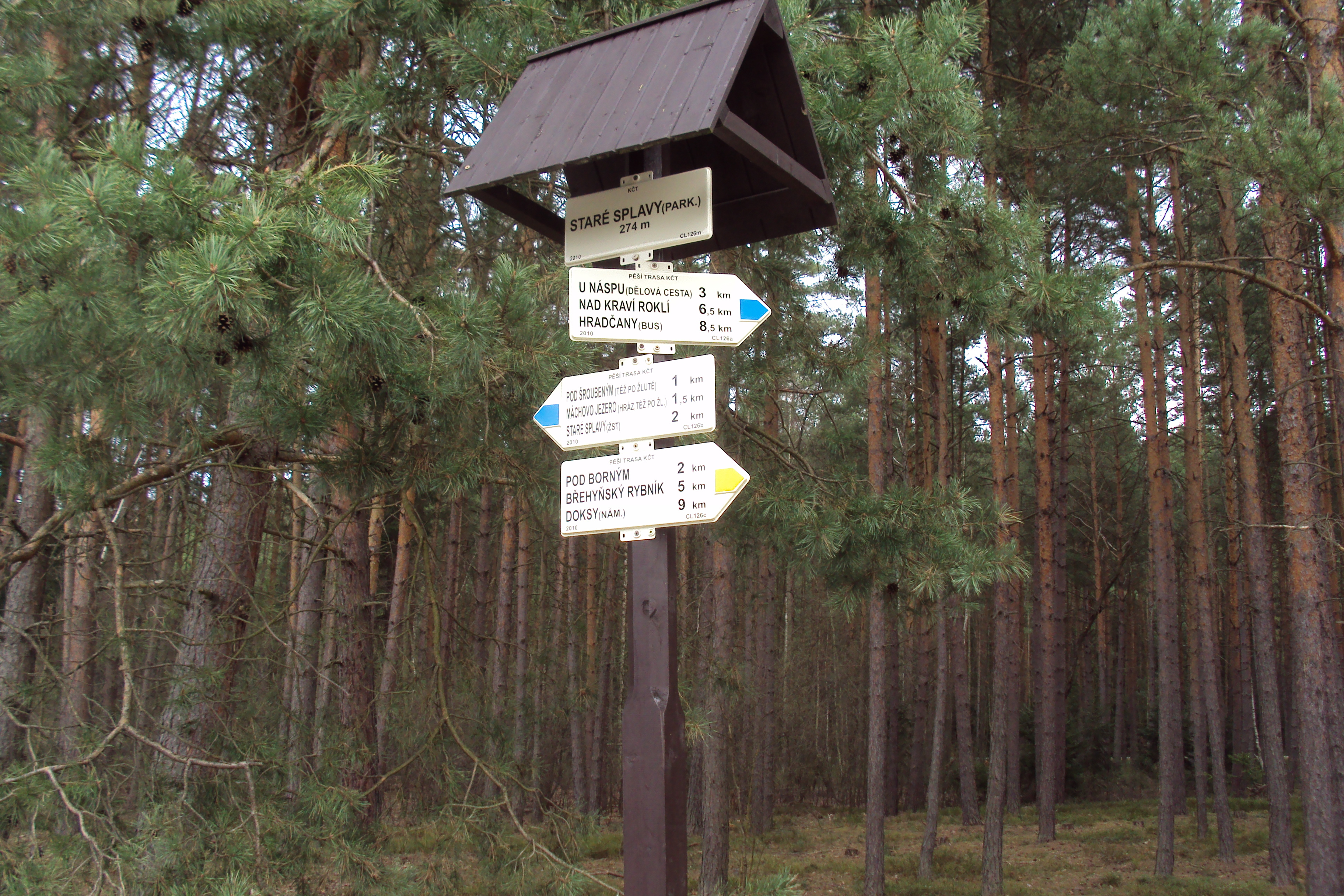
Trasa u Starých Splavů

Prochází jeho pobřežní rezervaci Swamp pod kopcem Šroubený až k břehu jezera ve Starých Splavech. Zde je rozcestník, kde končí od České Lípy vedoucí jiná modrá trasa. Trasa z Hradčan je vyznačena až do středu Starých Splavů, kde se napojuje na celou řadu dalších tras. U Máchova jezera je vedena souběžně s novými naučnými stezkami, jako je Naučná Máchova stezka.

### Souřadnice modré trasy
- Začátek trasy v Hradčanech: 50°37′4″ s. š., 14°42′23″ v. d.
- Konec trasy ve Staré Splavy: 50°35′15″ s. š., 14°37′46″ v. d.

## Žlutá propoj na sever
Z obce Hradčany byla vytyčena 3 km dlouhá, žlutě značená spojka k červené dálkové trase 0328, vedoucí z Nového Boru přes Českou Lípu do Mimoně. Vede zprvu na sever, překračuje nevelkou Ploučnici a krátce se spolu s ní stáčí na západ, poté říčku opouští směrem na sever přes vyvýšeninu U Trojtrubce (287 m n. m.) a napojuje se v Borečském lese na zmíněnou červenou trasu k Mimoni. 

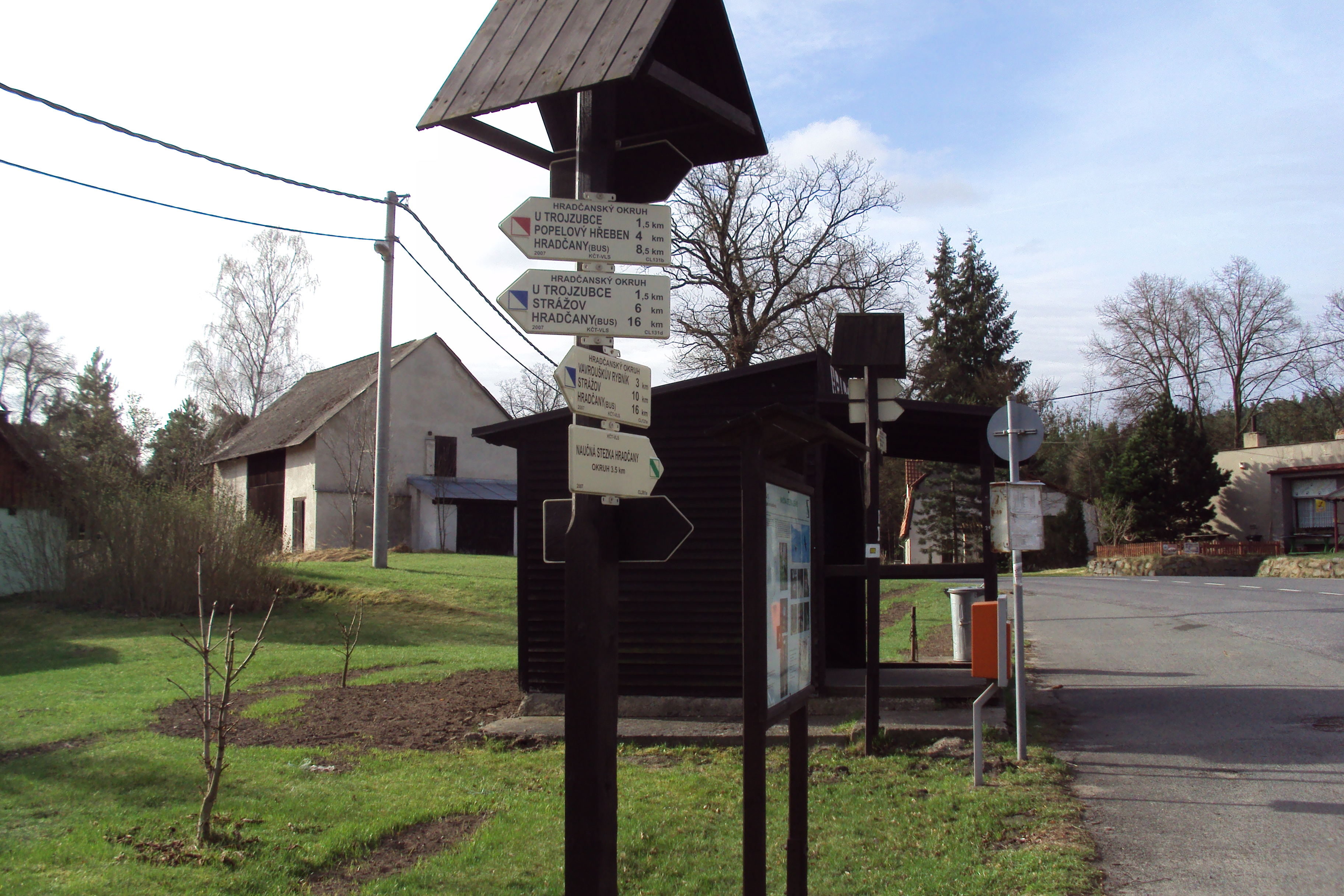
Rozcestník v Hradčanech

### Souřadnice žluté propoje
- Začátek trasy v Hradčanech: 50°37′4″ s. š., 14°42′23″ v. d.
- Konec trasy v Borečském lese: 50°38′45″ s. š., 14°41′19″ v. d.

## Okruhy z Hradčan
Před infocentrem Vojenských lesů v Hradčanech je rozcestník, odkud byly vytyčeny tři různě barevně odlišené okružní trasy. Jsou rozdílné i svou délkou a náročností. Všechny zde začínají i končí, jedná se o uzavřené okruhy.

### Červený okruh
Vede na západ společně se zeleně i modře značenou trasou Hradčanskými stěnami k rozcestníku Pod Kraví roklí, poté se odpojí na jih Měděným dolem a po Popelovém hřebeni a Dlouhou roklí se vrací na východ do Hradčan.

### Zelený okruh
Vede zprvu společně Hradčanskými stěnami s červeným okruhem, krátce poté se odpojuje na jih Kamennou roklí a do Hradčan se vrací směrem na severovýchod.

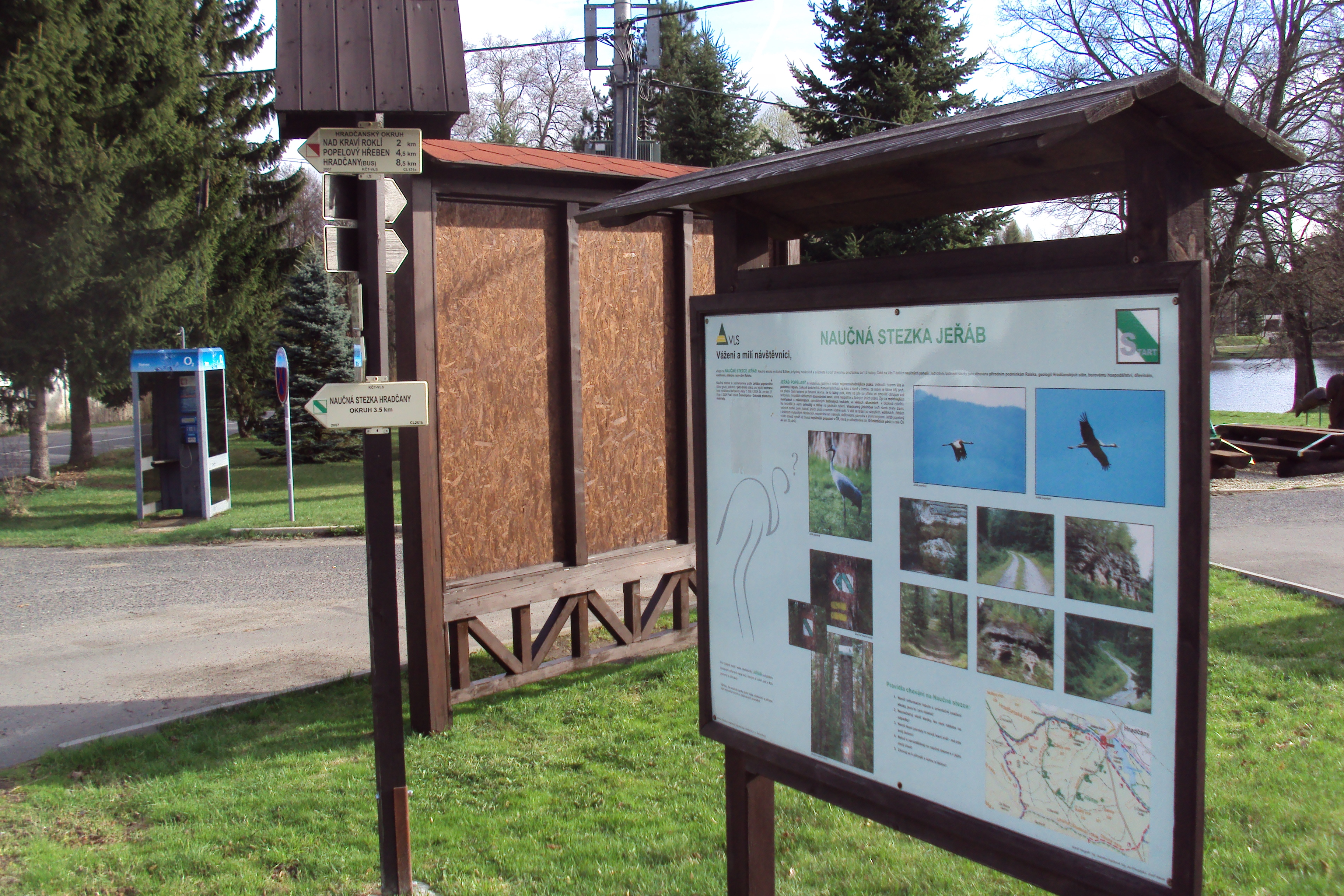
Infotabule v Hradčanech

### Modrý okruh
Na rozdíl od předchozích je veden směrem na východ kolem Hradčanských rybníků, pak se stáčí na jihozápad přes kopec Velká Buková (474 m n. m.), na západ přes Strážov a pak se vrací na severozápad po jižních okrajích Hradčanských rybníků do Hradčan.